# Raionul Bilozerka, Herson
Bilozerka (în ucraineană Білозерський район, transliterat: Bilozerskîi raion) este un raion în regiunea Herson, Ucraina. Reședința sa este așezarea de tip urban Bilozerka.

## Demografie
Componența lingvistică a raionului Bilozerka
     Ucraineană (87,83%)
     Rusă (10,61%)
     Alte limbi (0,67%)
Conform recensământului din 2001, majoritatea populației raionului Bilozerka era vorbitoare de ucraineană (87,83%), existând în minoritate și vorbitori de rusă (10,61%).